# Aphodius moestus
Aphodius moestus là một loài bọ cánh cứng trong họ Scarabaeidae. Loài này được Fabricius miêu tả khoa học năm 1801.

## Hình ảnh

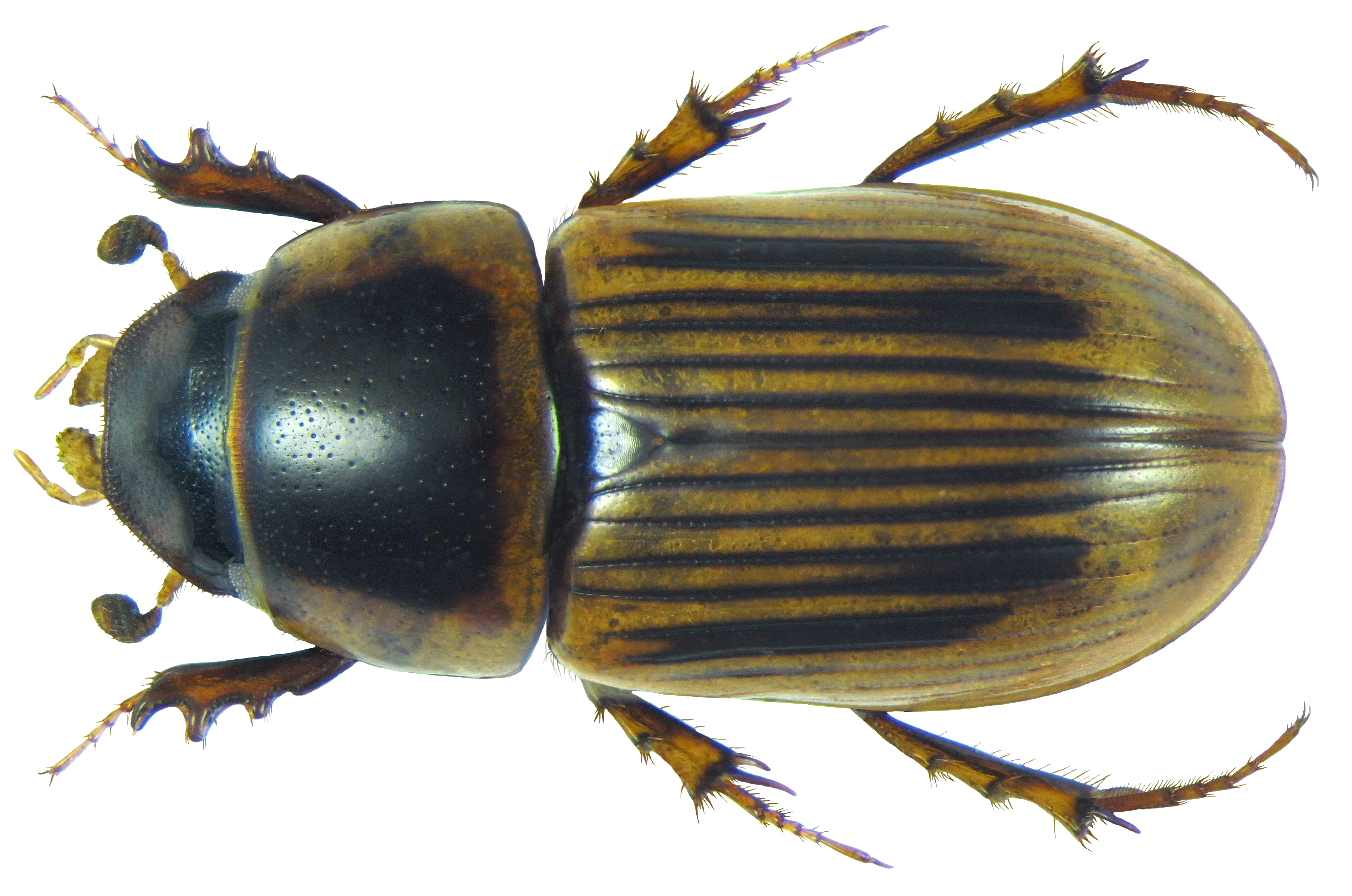